# André Reichel
André Reichel (* 1974) ist ein deutscher Wirtschaftswissenschaftler, Professor und Nachhaltigkeitsforscher.

## Leben
Reichel hat in den Jahren von 1996 bis 2002 an der Universität Stuttgart technisch orientierte Betriebswirtschaftslehre studiert, mit Schwerpunkten in strategischem Management, Umwelt- und Ressourcenökonomik sowie Fertigungstechnik. Am dortigen Institut für Volkswirtschaftslehre und Recht promovierte er von 2002 bis 2006 bei Helge Majer und Ortwin Renn zu interorganisationalem Lernen und nachhaltiger Entwicklung in regionalen Akteursnetzwerken. Im Anschluss war er wissenschaftlicher Koordinator der DFG-geförderten Graduiertenschule für advanced Manufacturing Engineering (GSaME) und dort vor allem im Forschungscluster „Nachhaltigkeit in der Produktion“ bei Erich Zahn tätig. Gleichzeitig leitete er ein EU-Forschungsprojekt zu zivilgesellschaftlichen Organisationen bei der Dialogik gGmbH. Zwischen 2011 und 2014 arbeitete er als wissenschaftlicher Mitarbeiter am European Center for Sustainability Research an der privaten Zeppelin Universität am Bodensee, unter anderem mit Nico Stehr und Manfred Moldaschl. Am Environmental Change Institute der Universität Oxford war er in diesem Zeitraum Gastdozent für „Ecological Economics“. 2014 bis 2018 lehrte er als Professor für Critical Management und Sustainable Development an der privaten Karlshochschule International University in Karlsruhe; seit 2018 lehrt er an der International School of Management in Stuttgart.

## Ehrenamtliche Tätigkeiten
Von 2006 bis 2010 und wieder seit 2017 ist Reichel Vorstandssprecher der Vereinigung für Ökologische Ökonomie. Seit 2016 ist er zudem ehrenamtlicher Vorstand der elobau Stiftung in Leutkirch im Allgäu.
Politisch ist er bei Bündnis 90/Die Grünen aktiv und als Mandatsträger in der Regionalversammlung des Verbands Region Stuttgart. Er ist Fraktionsvorsitzender der Grünen-Fraktion in der Region Stuttgart. Er war 2019 designierter Präsident der Regionalversammlung des Verbands Region Stuttgart, unterlag jedoch Thomas Bopp.

## Wirken
Als wachstumskritischer Nachhaltigkeitsforscher zielen seine Forschungsinteressen auf betriebswirtschaftliche Aspekte einer Postwachstumsökonomie. Reichel ist dabei Vertreter einer sozialreformerisch orientierten Postwachstumsperspektive, die den Wachstumszwang überwinden möchte – in Abgrenzung zu stärker kapitalismuskritischen Richtungen. Als Systemtheoretiker Luhmannscher Prägung befasst er sich mit gesellschaftlichen Transformationsprozessen, welche durch Digitalisierung, Nachhaltigkeitsanforderungen und Postwachstum ausgelöst werden. Er ist zudem Unterzeichner des Aufrufs zur Nachhaltigkeit „Für eine paradigmatische Wende der Wirtschaftswissenschaften“ von u. a. Uwe Schneidewind.

## Publikationen (Auswahl)
- Die Lernarchitektur regionaler Nachhaltigkeitsnetzwerke: transdisziplinäre Skizze eines Gedächtnisses für Nachhaltigkeit. Diss. Univ. Stuttgart 2006, dissertation.de, Berlin 2006, ISBN 978-3-86624-181-7
- André Reichel: What’s Next? Wirtschaften jenseits des Wachstums. In: Zukunftsinstitut (Hrsg.): Zukunftsreport 2016. Zukunftsinstitut GmbH, Frankfurt am Main 2015, ISBN 978-3-945647-04-2, S. 110–135.
- Thomas Pfister, Martin Schweighofer, André Reichel: Sustainability. Routledge, London 2016, ISBN 978-0-415-71411-2.
- André Reichel: Wachstumsindifferenz: Generische Unternehmensstrategien für die Postwachstumsökonomie. In: Thomas Wunder (Hrsg.): CSR und Strategisches Management: Wie man mit Nachhaltigkeit langfristig im Wettbewerb gewinnt. Springer, Heidelberg 2017, S. 325–339.
- Nach dem Wachstum: Unternehmen in der Postwachstumsökonomie. eBook Springer VS, 2017[15]